# سليم تيبر
سليم تيبر (مواليد 7 مارس 1981 في فرانكينتال - ألمانيا الغربية) لاعب كرة قدم ألماني يلعب حاليا لصالح نادي كايسري سبور التركي منذ 2010 في مركز الوسط المحوري .

## روابط خارجية
- سليم تيبر على موقع الاتحاد الدولي (مؤرشف)  (الإنجليزية)
- سليم تيبر على موقع اتحاد تركيا (لاعب) (الإنجليزية)
- سليم تيبر على موقع قاعدة بيانات كرة القدم.إي يو (الإنجليزية)
- سليم تيبر على موقع بيانات كرة القدم. دي إي (الألمانية)
- سليم تيبر على موقع Soccerway.com (الإنجليزية)
- سليم تيبر على موقع عالم كرة القدم.نت (الإنجليزية)